# 新塘边镇
新塘边镇，是中国浙江省衢州市江山市所辖的一个镇。

## 辖区
该镇辖有：
新塘边社区、毛家仓村、毛村山头村、千坞村、东陈村、东亭村、勤俭村、爱丰村、上平天村、日月村、永丰村、彭村、上洋村、东山村、达路边村、外坞村、卅六都村、恩深村、新塘边村和塘边村。